# Tartegnin
Tartegnin är en ort och  kommun i distriktet Nyon i kantonen Vaud, Schweiz. Kommunen har 250 invånare (2023).